# 德里夫頓 (佛羅里達州)
德里夫頓（英語：Drifton）是位於美國佛羅里達州傑佛遜縣的一個非建制地區。該地的面積和人口皆未知。

## 地理
德里夫頓的座標為30°29′43″N 83°52′46″W / 30.49528°N 83.87944°W，而該地的平均海拔高度為36米（即118英尺）。